# Rayleigh, Essex
Rayleigh är en ort och civil parish i Rochford i Essex i England. Orten har 30 196 invånare (2001). Byn nämndes i Domedagsboken (Domesday Book) år 1086, och kallades då Ragewneia / eleia.